# 赫利亞尼
50°1′12″N 23°23′56″E / 50.02000°N 23.39889°E
赫利亞尼（烏克蘭語：Хляни），是烏克蘭的村落，位於該國西部利沃夫州，由亞沃里夫區負責管轄，始建於1910年，面積0.21平方公里，海拔高度264米，2001年該村落人口174。